# Haven van Socotra
De haven van Socotra (Arabisch: ميناء سقطرى) is een zeehaven op de noordkust van het Jemenitische eiland Socotra. Het is de enige zeehaven van het eiland en wordt onder andere gebruikt voor de aanvoer van brandstoffen en levensmiddelen. De haven ligt ten westen van Kaap Hawlaf, op 10 kilometer ten oost-noordoosten van de hoofdplaats Hadiboh. De belangrijkste scheepvaartverbinding is met de haven van Al Mukalla op het vasteland van Jemen.

## Geschiedenis
De haven werd aangelegd in 1996 om het eiland het hele jaar door met grotere schepen te kunnen bevoorraden. Voorheen was dit door de moessons en orkanen een deel van het jaar niet goed mogelijk. Bij de aanleg bestond de haven uit een pier van 44 meter met een diepgang van 5 meter. De haven raakte beschadigd bij de tsunami van 2004. Pas in 2008 werd de haven hersteld. In november 2015 raakte de haven zwaar beschadigd als gevolg van cyclonen Chabala en Megh. De Verenigde Arabische Emiraten lieten daarop tussen 2016 en 2018 de haven herstellen en de de pier verlengen tot 135 meter met een diepgang van 4,5 tot 6 meter. Nog geen maand later namen de Emiraten onder andere via de haven tijdelijk de macht over op het eiland. Sinds de machtsovername door de Zuidelijke Overgangsraad in 2020 hebben de Emiraten onder andere via de haven hun militaire aanwezigheid op het eiland steeds verder uitgebreid. In 2024 kregen de Emiraten van de gouverneur van het eiland stukken overheidsgrond rond de haven om deze nog verder uit te kunnen breiden.
Rond 2010 waren er plannen om nabij de luchthaven van Socotra (bij Ras Karma of Qarma) een nieuwe zeehaven aan te leggen met hulp van Koeweit. Hiervan is door latere ontwikkelingen tot op heden echter niets terechtgekomen.